# Robert Maaser
Robert Maaser (ur. 25 października 1990 w Strausbergu w Brandenburgii) – niemiecki aktor. Zdobył 14 tytułów mistrza świata w gimnastyce na kołach. 

## Życiorys
W wieku dziewięciu lat jedna ze starszych sióstr zachęciła go do trenowania gimnastyki akrobatycznej i z sukcesem wziął udział w Mistrzostwach Świata w Gimnastyce 2005, gdzie zdobył tytuł juniora. Na Pucharze Świata w 2007 ponownie zdobył cztery tytuły, w sumie czternaście w swojej karierze. W 2009 zdał maturę. W 2013 po raz pierwszy wziął udział w mistrzostwach świata na kole i zdobył tytuł.
W 2010 był uczestnikiem programu RTL Das Supertalent, ale odpadł w półfinale. W latach 2011–2018 odbył kilka szkoleń i kursów aktorskich, w Szkole Teatralnej Arturo w Kolonii (2011) oraz w Actor’s Space Berlin (2013).

## Filmografia

### Filmy
- 2015: Mission: Impossible – Rogue Nation jako oficer–zabójca
- 2016: Shivaay jako Alfons
- 2016: Immigration Game jako mroczny łowca
- 2018: Ronny & Klaid jako Silas
- 2018: Perception of Peace jako Castiel Alistair
- 2019: Wyzwanie (The Dare) jako Dominic Craven
- 2019: Aniołki Charliego jako duży mężczyzna
- 2019: 1917 jako niemiecki pilot
- 2020: The Match jako Hans Gruber
- 2021: Zabójczy koktajl (Gunpowder Milkshake) jako zbir
- 2021: Bez skrupułów Toma Clancy’ego (Without Remorse) jako rosyjski członek SWAT
- 2021: Hexenjagd jako kapitan
- 2022: Uncharted jako strażnik na aukcji
- 2023: Her Seye Ragmen jako Wayne
- 2023: Krew i złoto (Blut & Gold) jako Heinrich
- 2023: Maszyna (The Machine) jako Alexei
- 2024: Out for Vengeance jako Rico

### Seriale
- 2014: Gute Zeiten, schlechte Zeiten jako Ben Degner
- 2017: Miejsce zbrodni: Wściekły Nick jako rosyjski zabójca
- 2017: You Are Wanted jako agent BND
- 2017: Sense8 jako Huth
- 2017: To, co najważniejsze jako Tim Hayer
- 2018: Kobra – oddział specjalny odc. „Showtime für Paul” jako Robin Kiefer
- 2021: Plemiona Europy (Tribes of Europa) jako Volgar
- 2021: Pałac (Der Palast) jako Holger Schulz
- 2021: Glow & Darkness jako Henryk VI